# 레조칼라브리아도

레조칼라브리아도의 위치

레조칼라브리아도(이탈리아어: Provincia di Reggio Calabria)은 이탈리아 남부 칼라브리아주에 있던 도이다. 도청 소재지는 레조디칼라브리아이다. 면적은 3,183 km2, 인구는 565,866(2005)이다. 2015년 1월 1일을 기해 레조칼라브리아 광역시로 개편되었다.

## 같이 보기
- 레조칼라브리아 광역시